# Хамзатханов, Хамид Тагирович
Хами́д Таги́рович Хамзатха́нов (род. 9 сентября 1989, Герменчук, Чечено-Ингушская АССР) — российский самбист, призёр чемпионата России по боевому самбо, боец смешанных единоборств, мастер спорта России.

## Спортивные достижения
- Чемпионат России по боевому самбо 2011 года — ;
- Чемпионат России по боевому самбо 2013 года — ;
- Кубок России по боевому самбо 2013 года — ;

## Статистика боёв
| Результат | Дата         | Турнир                                          | Соперник             | Страна | Раунд | Время | Метод                              |
| --------- | ------------ | ----------------------------------------------- | -------------------- | ------ | ----- | ----- | ---------------------------------- |
| Победа    | 21.2.2015    | UMMAP — Union MMA Pro                           | Николай Черемихин    | Россия | 2     | 2:26  | Сабмишном (удушение треугольником) |
| Поражение | 18 Фев 2012  | League S-70 — Russian Championship Second Round | Георгий Емелянов     | Россия | 1     | 0:45  | Нокаутом (удар ногой в голову)     |
| Поражение | 28 Авг 2011  | PBSC — Pancration Black Sea Cup                 | Дмитрий Коробейников | Россия | 3     | 4:20  | Сабмишном (удушение треугольником) |
| Победа    | 22 Июля 2011 | Fight Star — Anapa                              | Максим Булахтин      | Россия | 1     | 1:15  | Сабмишном (удушение сзади)         |
| Поражение | 22 Июля 2011 | Fight Star — Anapa                              | Мурад Магомедов      | Россия | 2     | 5:00  | Решением (раздельным)              |